# 성격 검사
성격검사는 개인이 가지고 있는 성향이나 기질 등을 측정하는 검사이다.
대한민국에서는 1965년 미네소타 다면적 성격항목표(Minnesota Multiphasic Personality Inventory)가 번역되어 사용되었다. 이 검사는 그 후 한국 임상 심리학회에서 다면적 인성검사(MMPI)라는 이름으로 재표준화되었으며, 이는 대한민국에서 가장 널리 사용되는 성격검사이다.

## 분류
객관적 검사 : 가장 일반적인 방식으로서, 형식화된 질문지나 성격항목표를 이용해서 자신의 특징에 대해 응답하도록 하는 방법이다. 자기 보고식 검사 방식에도 해당된다.
투사적 기법 검사 : 이는 비구조적인 과제를 제시하고 자유롭게 응답하도록 하여 분석하는 방법이다. 주제통각검사(TAT)와 로르샤하(Rorschach) 검사, 문장완성검사는 대표적인 투사적 검사로서 주로 임상장면에서 많이 사용된다.

## 같이 보기
- 밀론 임상 다축 성격검사
- 마이어스-브릭스 유형 지표
- 에니어그램
- 한국 아동 인성 검사
- 우드워스 인성검사